# Urtsalanj
Urtsalanj (en arménien Ուրցալանջ) est une communauté rurale du marz d'Ararat en Arménie. En 2008, elle compte 216 habitants.